# Новоберёзово (Курганская область)
Новоберёзово — село в Петуховском районе Курганской области. Административный центр Новоберёзовского сельсовета.

## История
До 1917 года входило в состав Петуховской волости Ишимского уезда Тобольской губернии. По данным на 1926 год состояло из 95 хозяйства. В административном отношении входило в состав Юдинского сельсовета Петуховского района Ишимского округа Уральской области.

## Население
| 1989 | 2002 | 2010 |
| ---- | ---- | ---- |
| 468  | ↗517 | ↘485 |

По данным переписи 1926 года в селе проживал 421 человек (215 мужчин и 206 женщин), в том числе: русские составляли 100 % населения.